# Natalia Batowska

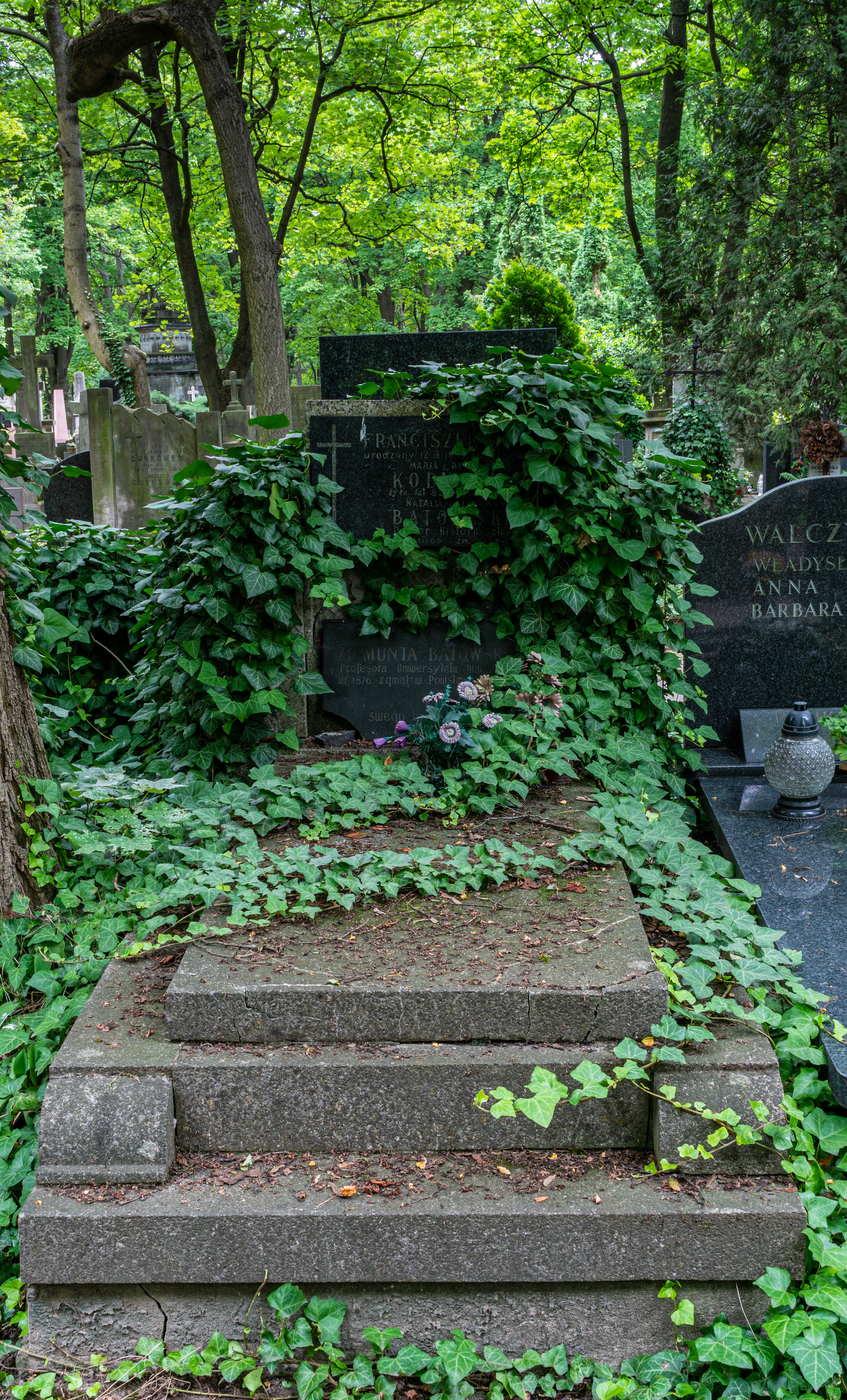
Grób Natalii Batowskiej na cmentarzu Powązkowskim

Natalia Batowska (ur. 27 lipca 1894 w Warszawie, zm. 14 lutego 1961 tamże) – polska historyk sztuki, anglistka.

## Życiorys
Urodziła się 27 lipca 1894 w Warszawie, w rodzinie Franciszka Kodyma (1855–1926) i Marii z Bendów (zm. 1940). Kształciła się w Warszawie, gdzie ukończyła pensję Kazimiery Kochanowskiej, a następnie 2-letnie Kursy Handlowe Teodory Raczkowskiej. W latach I wojny światowej była społeczną sekretarką w Wydziale do szczególnych poleceń warszawskiej Straży Obywatelskiej, pracując pod kierunkiem adwokatów Stanisława Patka i Jana Urbanowskiego. Udzielała się jednocześnie w Towarzystwie Opieki nad Dziećmi. Była także słuchaczką kursów (później przekształconych w Wolną Wszechnicę), w tym wykładów z historii sztuki głoszonych przez Jana Alfreda Lauterbacha. We wrześniu 1915 pracowała w komisji statutowej dwóch warszawskich uczelni (Politechniki i Uniwersytetu), w listopadzie 1915 zatrudniona została w charakterze urzędniczki w rektoracie Uniwersytetu. Pracowała tamże do listopada 1932.
W okresie przedwojennym kilka razy wyjeżdżała na dłużej poza Polskę, m.in. ukończyła kurs wakacyjny dla cudzoziemców przy uniwersytecie w Nancy w 1924. Od 1933 studiowała na Uniwersytecie Warszawskim filologię angielską i historię sztuki, w tej pierwszej dziedzinie uzyskując krótko przed wybuchem II wojny światowej dyplom magistra Wydziału Humanistycznego. Od 1929 była żoną profesora Zygmunta Batowskiego, wybitnego historyka sztuki, któremu pomagała jako sekretarka. Podobne obowiązki spełniała w czasie okupacji, przepisując na maszynie prace męża; była też nauczycielką języka angielskiego. Batowski został zamordowany przez hitlerowców w czasie powstania warszawskiego. Wdowę wywieziono do Gorzkowic, skąd trafiła do Piotrkowa, gdzie przez pewien czas pozostawała pacjentką szpitala Polskiego Czerwonego Krzyża, a potem w tym szpitalu pracowała.
1 lutego 1945 Natalia Batowska podjęła ponownie pracę na Uniwersytecie Warszawskim. Była kolejno zastępcą sekretarza uczelni i kierownikiem Sekretariatu. Niezależnie od pracy w rektoracie zajęła się odtwarzaniem biblioteki seminarium filologii angielskiej i była od kwietnia 1945 bibliotekarzem oraz asystentem-wolontariuszem tego seminarium. W latach 1946–1949 była asystentem w Zakładzie Anglistyki. Zamierzała związać się z zakładem anglistyki na stałe i w 1950 złożyła wniosek o wszczęcie przewodu doktorskiego na Wydziale Filologicznym, jednak wraz z uruchomieniem etatu naukowo-technicznego w Instytucie Historii Sztuki w marcu tegoż roku powróciła do zainteresowań w zakresie historii sztuki i przeszła do pracy w tym instytucie (zarazem do końca stycznia 1952 pozostając na pół etatu zatrudnioną w rektoracie uczelni). W nowym miejscu zatrudnienia mogła kontynuować prowadzone prywatnie prace edytorskie nad spuścizną męża, konsultować się z innymi pracownikami, korzystać łatwiej z biblioteki instytutowej.
W latach powojennych Batowska opracowała i wydała pod nazwiskiem męża sześć publikacji rozpoczętych przez niego: Z dziejów twórczości Gregorio Guglielmiego (Kraków 1948), Aleksander Kucharski (Warszawa 1948), Teodor i Krzysztof Lubienieccy (Warszawa 1949), Malarki Stanisława Augusta (Wrocław 1951), Marcello Bacciarelli. Okres pierwszy – lata 1731–1763/66 („Biuletyn Historii Sztuki”, 1951, nr 4), Pałac Tyszkiewiczów w Warszawie. Dzieje budowy i dekoracji w XVIII w. („Rocznik Historii Sztuki”, tom I, Wrocław 1956). Materiały pozostawione przez Zygmunta Batowskiego, dotyczące przede wszystkim sztuki Warszawy i polskiej sztuki oświeceniowej, często udostępniała innym badaczom, głównie doktorantom albo studentom przygotowującym prace magisterskie.
Własne prace naukowe Batowskiej zaowocowały otwarciem w 1956 przewodu kandydackiego z historii sztuki. Stopień doktora uzyskała 30 czerwca 1960 na podstawie rozprawy o architekcie Janie Chrystianie Kamsetzerze. Dla Polskiego Słownika Biograficznego opracowała życiorys współpracownika Kamsetzera, Jana Griesmayera (tom VIII, 1959–1960).
Materiały archiwalne Natalii Batowskiej znajdują się w PAN Archiwum w Warszawie pod sygnaturą III-2.
Zmarła w 1961 roku, spoczywa w grobie będącym też symboliczną mogiłą jej męża, na cmentarzu Powązkowskim w Warszawie (kwatera 107–2–13).
Stanisław Lorentz wspominał ją jako osobę "uczynną i przyjazną dla wszystkich, (...) niezwykle cenioną i lubianą", doświadczoną i w dziedzinie organizacji pracy naukowej, i w naukowych pracach pomocniczych, i wreszcie w pracach samodzielnych, która dzięki "zapałowi do badań naukowych i bezkompromisowej precyzji w ich prowadzeniu stanowiła wzór dla studentów i kolegów".

## Ordery i odznaczenia
- Srebrny Krzyż Zasługi (28 czerwca 1928)[5]
- Medal 10-lecia Polski Ludowej (19 stycznia 1955)[6]